# Сирійський ісламський фронт
Сирійський ісламський фронт (араб. الجبهة الإسلامية السورية al-Jabha al-Islāmiyya as-Sūriyya; абревіатура: СІФ) — сирійська ісламістська повстанська організація, яка брала участь у громадянській війні в Сирії разом з іншими організаціями проти уряду Асада. Наприкінці листопада 2013 року разом із шістьма іншими ісламістськими групами вона заснувала Ісламський фронт. Найбільшою фракцією в Сирійському ісламському фронті та домінуючою силою була Ахрар аш-Шам.
Повстанське угруповання було створене в грудні 2012 року. Лідером Сирійського ісламського фронту був Хасан Аббуд, також відомий під бойовим ім'ям Абу Абдулла аль-Хамаві, який загинув під час вибуху у вересні 2014 року. Королі та еміри держав Перської затоки Катару, Бахрейну та Саудівської Аравії та деякі ісламські організації фінансували Сирійський ісламський фронт. Загалом у Сирійському ісламському фронті було організовано від 15 000 до 20 000 чоловіків. Повстанська організація діяла в Алеппо, Ідлібі та Хамі.
Сирійський ісламський фронт вважав боротьбу проти Асада «священною війною» (джихадом) і, таким чином, релігійним обов'язком кожного мусульманина. Він боровся за Ісламську державу з шаріатом як державно-правовою основою. Сирійський ісламський фронт відкидав будь-яке іноземне втручання, особливо з боку Заходу, у громадянську війну. З моменту заснування Ісламського фронту СІФ був повністю інтегрований в нього і припинив своє існування як окрема партія.